# Among the Sleep
Among the Sleep (с англ. — «Посреди сна») — приключенческая компьютерная игра от первого лица в жанре survival horror, разработанная и выпущенная Krillbite Studio 29 мая 2014 года.

## Игровой процесс
В Among the Sleep игрок от первого лица управляет двухлетним ребёнком, который пытается найти маму. При прохождении игры игроку будут попадаться некоторые паранормальные явления, такие как светящиеся парящие сферы, неожиданные световые взрывы и страшные тени.

## Сюжет
Мать празднует второй день рождения ребёнка. На день рождения к ребёнку пришёл её отец, но мать не пустила его и взяла лишь подарок. Подарком оказался плюшевый мишка, и после празднования мать оставила его в комнате, чтобы дитя поиграло с ним. Плюшевый мишка оказался говорящим, и он представляется девчушке как Тедди. После нескольких минут совместных игр они идут в шкаф. Тедди говорит, что если малышка пугается в темноте, она может обнять Тедди, что поможет ребёнку чувствовать себя более безопасно (в виде светящегося эффекта в игре). Позже мать ребёнка кладет его в постель, но ребёнок просыпается ночью, чтобы найти Тедди. И он обнаруживает, что мамы нигде нет. После нахождения Тедди в стиральной машинке ребёнок и медвежонок путешествуют через различные паранормальные и сверхъестественные области, с повторяющейся темой бутылок с алкогольными напитками, разбросанных по полу, чтобы найти мать и искать воспоминания, которые могут помочь им. По ходу прохождения игрок может находить на стенах и в шкафах рисунки малышки. Пока Тедди и девочка ищут воспоминания, на них охотится высокий болотный монстр в пальто и ведьма с большими руками и ногами, которая пугает девочку. После того как последнее воспоминание найдено, монстр в пальто хватает Тедди и ребёнок падает в пропасть c оторванной лапой своего мишки (ребёнок держался за лапу). Выясняется, что после того как мать выиграла право воспитывать ребёнка, она впала в депрессию и начала пить — бутылки игрок мог видеть на протяжении всей игры. Целые видения у ребёнка были по этому поводу, и ведьма в погоне за ребёнком была фактически его мамой (в своем видении девочка представила, что выпившая женщина больше похожа на ведьму), которая кричала на девочку, когда пила, на протяжении двух лет.
После этого девочка возвращается в дом, в котором находит свою мать, плачущую на кухне. Мать держит в руке Тедди с оторванной лапой. Услышав стук в дверь, малышка забирает порванного Тедди из рук пьяной матери. Она кричит на неё, однако потом снова плачет и извиняется. Малышка идёт к двери и слышит мужской голос (отец ребёнка), который счастливо приветствует дочь и говорит, что починит Тедди.

## Разработка
Разработка Among the Sleep началась в 2011 году и привлекла 425 000 норвежских крон (£ 45 900) в финансировании от Norsk Film Institutt (Норвежский институт кинематографии) 30 мая 2011 года. После последующей заявки на получение гранта, NFI наградил компанию дополнительными 200 000 норвежских крон 27 октября 2011 года. В 2013 году Krillbite Studio также запустила краудфандинговую кампанию на сайте Kickstarter, где собрала ещё 248358 долларов США. Чтобы ознакомить игроков с игрой, в мае того же года была выпущена бесплатная загружаемая альфа-версия.
Параллельно с Among the Sleep студия занималась разработкой экспериментальных сайд-проектов с целью «сохранять активность и проверять новые идеи». Одним из таких проектов стала игра The Plan, вышедшая в 2013 году.

### Дополнение
6 ноября 2014 года вышло дополнение, бесплатно загружаемое для купивших основную игру, под названием Prologue. Рассказывает оно о событиях, происходящих до основного сюжета игры Among the Sleep, чем вносит некоторую ясность во всю историю.

## Восприятие
| Сводный рейтинг       | Сводный рейтинг          |
| Агрегатор             | Оценка                   |
| --------------------- | ------------------------ |
| GameRankings          | PC: 64,89 % PS4: 67,27 % |
| Русскоязычные издания |                          |
| Издание               | Оценка                   |
| Riot Pixels           | 80 %                     |

- Победитель Norwegian Game Awards Hype 2011.
- Победитель Hamar Game Challenge 2011.
- Победитель New Nordic Indie Sensation 2014

Летом 2018 года, благодаря уязвимости в защите Steam Web API, стало известно, что точное количество пользователей сервиса Steam, которые играли в Among the Sleep - Enhanced Edition хотя бы один раз, составляет 194 268 человек.